# Ђура Даничић
Ђура Даничић (Нови Сад, 6. април 1825 — Загреб, 17. новембар 1882) био је српски филолог, лексикограф и преводилац.
Даничић је био бранилац Вукових погледа и велики поштовалац његовог рада, један од најзначајнијих радника на проучавању српског и хрватског језика.

## Биографија
Даничић рођен је под именом Ђурађ Поповић, као четврти син новосадског свештеника Јована Поповића и Ане, у Новом Саду, 1825. године. Рано је остао без оца (1838), а успео је да се образује захваљујући пожртвованој мајци. Од четворице браће, двојица су познати – Милош Поповић (уредник „Српских новина” и „Видовдана”) и Василије Поповић.
Прве школе учио је у Новом Саду и Пожуну, а правне науке у Пешти и Бечу, где је дошао 1845. Под утицајем Караџића и Миклошича почео је да се бави словенском филологијом, којој је касније, а нарочито проучавању српског језика, посветио цео живот. За време студија материјално су му помагали кнез Михаило Обреновић и Јован Гавриловић. Године 1856. постао је библиотекар Народне библиотеке у Београду и секретар Друштва српске словесности, а 1859. професор Лицеја (Велике школе). Године 1865. оставио је професуру, и на кратко време постао чиновник Управе пошта, а 1866. отишао је у Загреб за секретара тада основане Југословенске академије. Године 1873. се вратио на катедру српског језика у Велику школу у Београду, предајући у њој до 1877.
Отишао је затим на одмор у Загреб, да продужи рад на започетом великом Рјечнику хрватскога или српскога језика. Током обављања тог посла је преминуо. Његово тело пренесено је новембра исте године (1882) у Београд и ту је сахрањено на Марковом гробљу.
Своје презиме заменио је 1847. презименом Даничић (по јунаку из народне песме), којим се потписао на првом свом научно-полемичком раду Рат за српски језик и правопис, и при том презимену је после стално остао. Разлог је био једноставан; само да се избегне државна цензура те књиге. Касније је нашао да ново презиме има и те како смисла, јер је говорило "о сину Вукових "Даница" (календара). Тада је имао само 22 године, и са тим радом се уз ново презиме истакао у свету културе. Током живота живео је усамљено, није се никад женио, домаћинство му је водила мајка.

## Научни рад
Даничић је један од највећих радника на подручју испитивања српског језика.
Његов први рад објављен је 1845. (у Подунавци) у заштиту Вука. Научно обарање теорије Вукових противника, Даничић је изнео у расправи Рат за српски језик и правопис (1847), којом је допринео брзој победи Вукових идеја. Затим је дао Малу српску граматику (1850), у којој је српски књижевни језик први пут научно окарактерисан. Касније (од 1863) то је мало дело излазило у више издања (1—7), под називом Облици српског језика. Дела Даничића, у којима је обрађивао различите стране српског језика, јесу: Српска синтакса (1858), само са одељком о падежима са и без предлога, заснована на тадашњој локалистичкој теорији о падежима, Основе (1876), класификација, сасвим механичка, наставака за образовање речи, Коријени (1877), без велике теоријске вриједности, Историја облика (1874), најзад славне акценатске студије (Slav. Bibi., Miklošić, I, Glasnik, 8—9. Rad, 6, 14, 20), које су образовале основу проучавања словенског акцента.
Превео је Стари завет (Вук је превео Нови). Редиговао је Вуков превод Новога завета без већих измена.

### Реформа латиничног писма
У свом започетом делу Рјечник хрватскога или српскога језика, Даничић је предложио реформу латиничног писма по угледу на Вукову реформу ћирилице, у којој би се диграфи dj, lj, nj, dž заменили графемама đ, ļ, ń, ģ, и тиме постигла пуна компатибилност латинице са ћирилицом, и избегле недоумице у којима графеме из диграфа стоје једна до друге, али се посматрају одвојено (нпр. nadživeti, injekcija, podjednako итд.).
Од Даничићевих графема, у ширу употребу је једино ушла графема Đ đ, уместо дотадашњег dj.

## Одабрана дела
- Рат за српски језик и правопис (1847)
- Синтакса српског језика (1858)
- Облици српског језика (1863)
- Рјечник из књижевних старина српских. 1. Београд: Државна штампарија. 1863а.
- Рјечник из књижевних старина српских. 2. Београд: Државна штампарија. 1863б.
- Рјечник из књижевних старина српских. 3. Београд: Државна штампарија. 1864а.
- Приповијетке из Старога и Новог завјета (1865)

### Као уредник
Даничићева већа издања српских старих споменика, већином још незамењена, јесу: 
- Теодосије Хиландарац (1860). Живот Светога Саве. Београд: Државна штампарија.  13982727.[б]

- Никољско јеванђеље. Београд: Државна штампарија. 1864.  80095239.

- Доментијан Хиландарац (1865). Животи Светога Симеуна и Светога Саве. Београд: Државна штампарија.

- Архиепископ Данило;  . (1866). Животи краљева и архиепископа српских. Загреб: Штампарија Светозара Галца.  8059655.

- Рјечник хрватскога или српскога језика. 1. Загреб: Југославенска академија знаности и умјетности. 1882.  88276487.

- Многа друга мања дела, разасута по научним издањима.[11]